# NES Open Tournament Golf
NES Open Tournament Golf, även känt som Mario Open Golf (マリオオープンゴルフ Mario Ōpun Gorufu?) i Japan, är ett sportspel  med golftema, utvecklat och utgivet av Nintendo till NES in 1991. Spelet utspelar sig på banor i Japan, Storbritannien och USA.  (Hawaii) samt i Australien och Frankrike.

### Fotnoter
1. ↑  Anthony Calderon. The Nintendo Development Structure Arkiverad 23 mars 2008 hämtat från the Wayback Machine. N-Sider läst den 13 mars 2008
2. 1 2 3  ”NES Open Tournament Golf”. NES DB. 13 mars 1990. Arkiverad från originalet den 11 mars 2015. https://web.archive.org/web/20150311182624/http://www.nesdb.se/game_more.php?id=933&rid=1. Läst 18 april 2014.
3. ↑  ”NES Open Tournament Golf” (på svenska). Nintendomagasinet (Kungsbacka: Atlantic) (5 1992):  sid. 13-15 (Power Player). maj 1992. Läst 18 april 2014.